# Eugnathia albicostalis
Eugnathia albicostalis är en fjärilsart som beskrevs av John Henry Leech 1889. Eugnathia albicostalis ingår i släktet Eugnathia och familjen nattflyn. Inga underarter finns listade i Catalogue of Life.